# Guillaume Wagner (football)
Pour les articles homonymes, voir Wagner et Guillaume Wagner.
Guillaume Wagner, né Wilhelm Wagner et surnommé Willy Wagner est un footballeur allemand naturalisé français, né le 16 décembre 1909 à Helmlingen (Grand-duché de Bade, Empire allemand) et mort le 31 juillet 1990 à Strasbourg.
Il évoluait au poste de gardien de but dans le championnat de France de football.

## Biographie
Il est champion de France avec le FC Sochaux-Montbéliard en 1935, jouant les 30 matches de la compétition. Il est également demi-finaliste de la Coupe de France en 1936.
Il termine sa carrière à l'US Valenciennes-Anzin de 1936 à 1939.

## Palmarès
- Champion de France en 1935 avec le FC Sochaux
- Vice-champion de France de D2 en 1937 avec l'US Valenciennes-Anzin